# Leonard Zuta
Leonard Zuta (en macédonien : Леонард Жута), né le 9 août 1992 à Göteborg en Suède, est un footballeur international macédonien d'origine albanaise, qui évolue au poste de défenseur. Il possède également la nationalité suédoise.

## Biographie

### Carrière en club
Avec le club du BK Häcken, Leonard Zuta dispute un match en Ligue Europa.

### Carrière internationale
Leonard Zuta compte 15 sélections avec l'équipe de Macédoine depuis 2015. 
Il est convoqué pour la première fois en équipe de Macédoine par le sélectionneur national Ljubinko Drulović, pour un match des éliminatoires de l'Euro 2016 contre la Slovaquie le 14 juin 2015. Le match se solde par une défaite 2-1 des Macédoniens.

## Palmarès
- Championnat de Croatie : 2017
- Coupe de Croatie : 2017